# 吻頰龍屬
吻頰龍屬（學名：Rhipaeosaurus）是已滅絕爬行動物的一屬，屬於副爬行動物的前稜蜥形目，生存於二疊紀的俄羅斯。
吻頰龍的頭顱骨長12公分，呈低矮的三角形。吻頰龍的身長估計為120公分。吻頰龍可能是蘭炭鱷（Lanthanosuchus）、Tokosaurus的近親。化石發現於俄羅斯的巴什科爾托斯坦共和國，並在1940年由Ivan Efremov敘述、命名。